# Literatura e Teologia
Literatura e Teologia é uma revista científica interdisciplinar trimestral de teologia e estudos literários revisada por pares, publicada pela Oxford University Press. A revista “promove um debate crítico e não confessional sobre a análise textual e a especulação teórica, estimulando a discussão sobre a inserção da religião na cultura”. É uma das principais revistas na área de religião e literatura, com um longo passado de publicações de pesquisas originais interdisciplinares, abrangendo as áreas de teologia, filosofia e literatura.
O atual concelho editorial dirigido pelo professor Mark Knight (Universidade de Lancaster) inclui vários nomes importantes na área de religião e literatura, incluindo o Dr. Jo Carruthers (Universidade de Lancaster), a professora Emma Mason (University of Warwick), a Dr.ª Elizabeth Anderson (University of Aberdeen), o professor Richard Rosengarten (Universidade de Chicago), a professora Alana Vincent (Universidade de Chester), a professora Linn Tonstad (Yale) e Professor Gerard Loughlin (Universidade de Durham).
O Conselho Deliberativo também é composto por grandes nomes do mundo acadêmico, que moldaram a pesquisa em religião e literatura, atualmente tão popular. Entre eles estão o professor Kevin Hart (Universidade de Virgínia), o Dr. Andrew Hass (Universidade de Stirling), a professora Elisabeth Jay (Oxford Brookes University), o professor Jeff Keuss (Seattle Pacific University), a professora Julia Rienhard Lupton (Universidade da California Irvine), o professor David Jasper (Universidade de Glasgow), a professora Heather Walton (Universidade de Glasgow), e o professor Eric Ziolkowski (Lafayette College).
A revista está indexada no Annual Bibliography of English Language and Literature, no British Humanities Index, no IBZ Internationale Bibliographie der Geistes und Sozialwissenschaftlichen Zeitschriftenliteratur, no International Review of Biblical Studies, MLA International Bibliography, no ATLA Religion Database, Religious &amp; Theological Abstracts, em várias bases de dados ProQuest e em vários outros locais.